# St. Ägidius (Inowłódz)
Die Rundturmkirche St. Ägidius ist eine römisch-katholische Kirche in Inowłódz, Bistum Łowicz, Polen.

## Geschichte
Ladislaus Herman stiftete die Kirche im Jahr 1082. Nach anderer Ansicht war Boleslaus Schiefmund vor 1138 der Stifter. Jan Długosz gibt das Jahr 1086 als Stiftungsdatum an. Die Kirche wurde im romanischen Stil als Wehrkirche zusammen mit einem Benediktinerinnenkloster erbaut. Das Kloster wurde während des Mongolensturms 1241 zerstört. Die Kirche überdauerte, wurde jedoch ab 1520 dem Verfall preisgegeben. 1790 wurde sie restauriert, jedoch bereits 1793 von preußischen Soldaten geplündert. Die Kirche verfiel im 19. Jahrhundert zusehends. Weitere Schäden brachte der Erste Weltkrieg. Schließlich wurde sie in den Jahren 1936 bis 1938 von Adolf Szyszko-Bohusz rekonstruiert.